# 橋屋橋
橋屋橋（はしやばし）は、福島県耶麻郡西会津町の阿賀川に架かる西会津町道野沢柴崎線の道路橋である。

## 概要
西会津町中心部北側を流れる一級河川阿賀川を渡り、南詰は西会津町野沢、北詰は西会津町新郷大字三河に位置する。現在の橋は2018年（平成30年）に架けられた全長185 mの箱桁橋であり、橋上は2車線で供用され、歩道が片側に設置されている。
旧橋梁の幅員が狭隘で、自動車のすれ違いが不可能で歩車分離もなされていなかったこと、当町道が県道を介して中心部の野沢地区と北部の新郷地区、奥川地区を結ぶ西会津縦貫道路として西会津町により重点的に整備されている重要な路線であることから架替が行われた。ニューマチックケーソンを用いた長大橋であることから福島県喜多方建設事務所による代行工事で建設された。

### 諸元
- 活荷重 - B活荷重
- 路線名 - 町道野沢柴崎線
- 形式 - 鋼2径間連続箱桁橋
- 全長 - 185.000 m
  - 支間割 - ( 2×91.500 m)
- 幅員
  - 総幅員 - 9.500 m
  - 有効幅員 - 8.500 m
  - 車道 - 7.000 m
  - 歩道 - 片側1.500 m
- 床版 - 鋼床版
- 発注者 - 福島県
- 施工 - 川田工業
- 架設工法 - 送出し架設工法

## 沿革
- 1958年（昭和33年） - 初代の橋梁が竣工。全長150 m、幅員1.5 mの吊橋であった[4]。
- 1973年（昭和48年） - 2代目の橋梁が竣工[4]。
  - 全長 - 162 m
    - 主径間 - 120 m
    - 幅員 - 4 m

  - 形式 - 鋼下路式ランガー桁橋
  - 施工 - 川崎重工[5]
- 1972年（昭和47年）より始まった県営尾野本地区農地開発事業の幹線道路として建設が行われた[4]。総事業費は1億3700万円[4]。
- 2012年度（平成24年度） - 3代目の橋梁の詳細設計が行われ、翌年度に工事着手。
- 2018年（平成30年）4月24日 - 3代目の橋梁の開通式が行われた[6]。

## 周辺
- 磐越西線
- 国道49号
- さゆり公園